# 非常母親
《非常母親》（韓語：마더），是一部2009年上映的韓國電影，曾代表韓國角逐2010年奧斯卡最佳外語片。講述母親為了洗清智障兒子的罪行而去尋找真相的故事。

## 劇情介紹
守寡多年的母親（金惠子 飾）與唯一的兒子尹斗俊（元斌 飾）相依為命，住在一個鄉下小鎮上。斗俊儘管已經年近三十，但由於天生的智商缺陷，導致其性格仍如同小孩般天真單純。某天一個女孩的屍體被發現棄置在鎮上高處，斗俊竟被警方視為頭號嫌疑犯羈押。完全不了解事態嚴重性的斗俊，在警方的脅迫下承認了罪行！出於人類本性中最原始的母愛，沒有任何背景與社會影響力的媽媽為了拯救兒子，無所不用其極地要為兒子洗清罪嫌，難以預期的連鎖效應和驚駭秘密也接連爆發⋯⋯

## 演員陣容
- 金惠子 飾 母親
- 元斌 飾 尹斗俊
- 晉久 飾 鎮泰
- 尹帝文 飾 警察
- 全美善
- 宋清晨
- 李榮植
- 文熙羅 飾 文雅中
- 千玗嬉 飾 美娜（鎮泰的女友）
- 郭度沅

## 獲獎
- 青龙电影奖最佳影片、最佳男配角、最佳灯光
- 亞洲電影大獎最佳電影、最佳編劇、最佳女主角

## 外部連結
- NAVER電影 （页面存档备份，存于）
- 豆瓣电影上《非常母親》的資料 （简体中文）
- 互联网电影数据库（IMDb）上《骨肉同謀》的资料（英文）